# Socorro de la plaza de Constanza
Socorro de la plaza de Constanza es un lienzo de Vicente Carducho, originalmente en el Salón de Reinos del palacio del Buen Retiro, y actualmente en el Museo del Prado, en Madrid. 

## Introducción
Este cuadro formaba parte —junto con otros once— de la Serie de Batallas en el Salón de Reinos del Palacio del Buen Retiro. El único pintor a quien se le encargaron tres lienzos para dicha serie fue Vicente Carducho quién —quizás orgulloso de ello— pintó en las tres obras una cartela, donde figura su nombre, la fecha, la batalla representada y el general que la comandaba. El protagonista del presente lienzo es Gómez IV Suárez de Figueroa y Córdoba —III duque de Feria— quien también lo es de otros dos lienzos del citado conjunto. Cuatro de las doce pinturas de la serie —una de ellas actualmente perdida— corresponden a hechos del 1633, el mismo año en que se ideó el programa decorativo del Salón de Reinos, lo que hace pensar que el conde-duque de Olivares pretendía presentar este año como un nuevo annus mirabilis, como lo había sido el año 1625.

## Tema de la obra
Las tropas suecas del general Gustaf Horn asediaron la ciudad de Constanza en 1633, para cortar la comunicación entre las tropas imperiales y las fuerzas españolas de la Valtelina y del Milanesado. El asedio fue levantado el mismo año por el ejército de Alsacia, al mando del duque de Feria.

### Datos técnicos y registrales
- Madrid, Museo del Prado, n.º de catálogo P000636;[3]
- Pintura al óleo sobre lienzo;
- Dimensiones: 297 x 374 cm;
- Fecha de realización: 1634;
- Firmado y fechado en una cartela, en la parte inferior central, con la inscripcción: Constanzam per Ducem de Feria anno MCDXXXIII ab obsidione liberatam, Vicentius Carduchi Regiae Maiestatis pictor anno altero pingebat.[4]
- Consta con el n.º 252 en el catálogo del Salón de Reinos de 1701.[5]

### Descripción de la obra
Carducho realiza una composición de tono heroico, en la que el duque de Feria aparece en primer término, a caballo, sobre una peña, ocupando toda la parte izquierda de la obra. Presenta los mismos rasgos físicos que en la Expugnación de Rheinfelden, pero no parece que Carducho pudiera retratarlo del natural para la ocasión, ya que probablemente aún no había recibido el encargo de ambos lienzos cuando el duque falleció. El duque de Feria lleva media armadura, valona transparente, sombrero empenachado, la banda roja de general, mira hacia el espectador y porta en su mano derecha el bastón de mando. En la esquina derecha, un paje lleva una lanza y, detrás del caballo, hay un grupo de caballeros con armadura entre los que quizás figure Geraldo Gambacurta, quien mandaba la caballería. Al fondo aparece el lago de Constanza y la ciudad homónima asediada. En los planos intermedios se desarrolla la batalla, en la cual Carducho representa minuciosamente a los piqueros —formando grupos compactos— flanqueados por los mosqueteros, a los arcabuceros y a los alabarderos, custodiando los carros de municiones y las banderas.

## Procedencia
1. Colección Real (Palacio del Buen Retiro, Madrid, 1701, n.º 252;
2. Buen Retiro, 1794, n.º 523;
3. Palacio Real, pinturas descolgadas en el callejón de las tribunas, 1814-1818, n.º 523.[3]